# Silvia Paracchini
Silvia Paracchini (Novara, ...) è una genetista italiana.
È professoressa di neurogenetica e genomica all'Università di St Andrews. Si occupa di disturbi del neurosviluppo, come la dislessia, e problemi del linguaggio. In particolare studia, tramite la genetica, il rapporto tra questi disturbi, le asimmetrie del cervello e il mancinismo umano.

## Biografia
Laureatasi in Biologia all’Università di Pavia, nel 2003 ha conseguito un dottorato in Genetica umana all’Università di Oxford, dove ha poi continuato a lavorare fino al 2011.
Nel 2011 ha poi ricevuto un finanziamento dalla Royal Society che le ha permesso di stabilire il suo gruppo di ricerca all’Università di St. Andrews. Nel 2018 è divenuta fellow della Royal Society of Biology e nel 2019 fellow della Royal Society di Edimburgo

## Ricerca
Il suo gruppo di ricerca all’Università di St. Andrews studia le basi genetiche di aspetti comportamentali umani, come il mancinismo, e di disturbi del neurosviluppo, come la dislessia. Utilizza studi di associazione genetica seguiti dalla caratterizzazione della funzione genetica.
Nel 2020 ha contribuito ad uno studio sul mancinismo, basato sulla meta-analisi di più di 2 milioni di individui, stabilendo che il 10,6% della popolazione umana preferisce usare la mano sinistra.

## Onorificenze e premi
- 2005 European Society of Human Genetics, Young Investigator Award for Outstanding Science[8]
- 2011 Royal Society University Research Fellowship
- 2014 Membro della Young Academy of Scotland[9]
- 2018 Fellow of the Royal Society of Biology[10]
- 2019 Fellow of the Royal Society of Edinburgh[11]

Nel 2019, Paracchini ha partecipato alla mostra Women in Science in Scotland della Royal Society of Edinburgh che ha celebrato alcun delle principali scienziate scozzesi..